# Odozana cocciniceps
Odozana cocciniceps là một loài bướm đêm thuộc phân họ Arctiinae, họ Erebidae.